# کیم (باشقیرستان)
کیم (به لاتین: Kim) یک منطقهٔ مسکونی در روسیه است که در باشقیرستان واقع شده‌است.